# Bonnie Pointer
Patricia Eva "Bonnie" Pointer (Oakland, 11 de julho de 1950 – Los Angeles, 8 de junho de 2020) foi uma cantora estadunidense, conhecida mundialmente por ter sido a integrante do grupo The Pointer Sisters. Teve vários sucessos na carreira solo após deixar a banda em 1977, incluindo a regravação de "Heaven Must Have Sent You" do grupo The Elgins. A canção esteve entre os 20 primeiros nas paradas em 1 de setembro de 1979.
Morreu no dia 8 de junho de 2020, aos 69 anos, de parada cardíaca.

## Discografia

### Álbuns
- Bonnie Pointer Red Album (1978 Motown Records)

1. "When I'm Gone" (2:37)
2. "Free Me From My Freedom" (3:56)
3. "Heaven Must Have Sent You" (6:59)
4. "Ah Shoot" (4:55)
5. "More and More" (6:05)
6. "I Love to Sing to You" (4:04)
7. "I Wanna Make it (In Your World)" (3:20)
8. "My Everything" (4:20)

- Bonnie Pointer Purple Album (1979 Motown Records)

1. "I Can't Help Myself (Sugar Pie, Honey Bunch)" (5:27)
2. "Jimmy Mack" (4:58)
3. "When the Lovelight Starts Shining Through His Eyes" (4:46)
4. "Deep Inside My Soul" (4:37)
5. "Come See About Me" (5:17)
6. "Nowhere to Run (Nowhere to Hide)" (6:35)

- If The Price Is Right (1984 Private I Records)

1. "Premonition" (3:35)
2. "Johnny" (4:50)
3. "Come Softly to Me" (4:50)
4. "Under the Influence of Love" (4:03)
5. "Your Touch" (4:40)
6. "Tight Blue Jeans" (3:41)
7. "There's Nobody Quite Like You" (3:51)
8. "If the Price is Right" (4:09)

### Singles
- "Free Me from My Freedom" (1978) No. 58
- "Heaven Must Have Sent You" (1979) No. 11
- "Deep Inside My Soul" (1979)
- "I Can't Help Myself" (1980) No. 40
- "Premonition" (1984)
- "The Beast in Me" (1984) (do filme, Heavenly Bodies)
- "Your Touch" (1984)